# Casino de Saint-Denis
Le casino de Saint-Denis est l'un des trois casinos de l'île de La Réunion, département d'outre-mer français dans le sud-ouest de l'océan Indien. Il est situé place Sarda Garriga, dans le quartier du Barachois, à Saint-Denis. Il dispose d'un restaurant karaoké, Le Select.